# Vlag van Vysočina

Vlag van Vysočina (ratio 2:3)

De vlag van Vysočina is, net als alle andere Tsjechische regionale vlaggen (uitgezonderd de vlag van Praag), ingedeeld in vier kwartieren. De vlag is in gebruik sinds 14 maart 2002.
Het eerste kwartier toont de adelaar van Moravië, die ook op het wapen van Tsjechië staat. Deze adelaar is in rood-witte kleuren volgens een schaakbordpatroon. De regio Vysočina ligt deels in Moravië en deels in Bohemen. Het eerste kwartier verwijst dus naar Moravië; het vierde kwartier toont de leeuw van Bohemen, die ook op het Tsjechische wapen staat. Het is een zilveren leeuw met een dubbele staart op een rood veld.

Vlag van Jihlava

Het tweede kwartier toont een rode egel op een witte achtergrond. Deze is afkomstig van het wapen en de vlag van Jihlava, de regionale hoofdstad, waar de Boheemse leeuw links naast een rode egel staat afgebeeld.
In het derde kwartier staat de tak van een lijsterbesboom afgebeeld, met twee bladeren en elf vruchten. De lijsterbes is een regionaal symbool.